# Рэдклифф, Томас, 3-й граф Сассекс
Томас Рэдклифф, 3-й граф Сассекс (англ. Thomas Radclyffe, 3rd Earl of Sussex; ок. 1525 — 9 июня 1583) — английский аристократ, военачальник и политик, лорд-депутат Ирландии (1556—1558, 1559—1560) и лорд-лейтенант Ирландии (1560—1565), лорд-камергер (1572—1583).

## Ранние годы
Он был старшим сыном Генри Рэдклифа, 2-го графа Сассекса (1507—1557), и его первой жены Элизабет Говард (? — 1536). Его бабушкой и дедушкой по материнской линии были Томас Говард, 2-й герцог Норфолк (1443—1524), и его вторая жена Агнес Тилни (1477—1545).
Он родился около 1525 года и после того, как его отец унаследовал графство в 1542 году, получил титул виконта Фицуолтера. После службы в армии за границей в 1551 году он был нанят для ведения переговоров о браке между королем Англии Эдуардом VI и дочерью французского короля Генриха II. Известность Томаса Рэдклиффа в королевстве была продемонстрирована его включением в число лиц, подписавших патент на письмо от 16 июня 1553 года, согласно которому корона принадлежала леди Джейн Грей как преемнице Эдуарда; но, тем не менее, он завоевал благосклонность королевы Марии, которая наняла его для организации её брака с Филиппом II Испанским и назначила его бароном Фицуолтера в августе 1553 года.

## Сассекс в Ирландии
Вернувшись в Англию с миссии ко двору Карла V, в апреле 1556 года виконт Фицуолтер был назначен лордом-наместником Ирландии. Согласно одиннадцатому изданию Британской энциклопедии, «преобладающая анархия в Ирландии, стране, номинально подчинявшейся английской короне, раздираемой распрями между практически независимыми местными вождями, делала задачу лорда-наместника чрезвычайно трудной; трудность, которая усугублялась незнанием английских государственных деятелей относительно Ирландии и ирландских условий, а также их неспособностью разработать или провести в жизнь какую-либо последовательную и основательную политику по подчинению наполовину завоеванного острова упорядоченной системе управления».
Фицуолтер осуществил политику королевы Марии в отношении Ирландии: отмену частичных попыток, предпринятых во время короткого правления Эдуарда VI, по продвижению там протестантизма, создание «плантаций» английских поселенцев в центральных графствах. Но прежде чем виконт Фицуолтер смог заняться такими делами, ему пришлось совершить экспедицию в Ольстер, который находился в постоянном беспокойстве со стороны горных шотландцев из Кинтайра и островов, которые строили поселения вдоль побережья Антрима в округе. «Глиннес» (ныне известные как Гленс Антрим), а также усилиями Шейна О’Нила по доминированию на большей территории в Ольстере. Были применены жестокие методы: 3 сентября 1557 года граф Сассекс организовал карательный поход на остров Ратлин. Они оставались там на три дня и выслеживали жителей острова, убивая мужчин, женщин и детей.
Разгромив Шейна О’Нила и его союзников, Макдоннеллов, Томас Рэдклифф, ставший после смерти отца в феврале 1557 года 3-м графом Сассексом, вернулся в Дублин, где в июне того же года созвал парламент. Были приняты статуты, провозглашающие легитимность Марии I Английской как королевы Королевства Ирландия, возрождающие законы о пресечении ереси и запрещающие иммиграцию шотландцев. Приняв этот закон, граф Сассекс попытался применить к нему силу, сначала выступив против Донафа О’Конора, которого ему не удалось захватить, а затем против Шейна О’Нила, чьи земли в Тироне он опустошил (вызвав искусственный голод путем сжигание посевов и убийство скота), восстановление их номинальных прав графа Тирона и его предполагаемого сына Мэтью О’Нила, барона Данганнона. В июне следующего года граф Сассекс обратил свое внимание на запад, где глава клана О’Брайен изгнал из своих владений своего племянника Коннора О’Брайена, графа Томонда, и отказался выразить верность английской короне; он заставил Лимерик открыть перед ним свои ворота, восстановил графа Томонда и объявил О’Брайена предателем.
Осенью 1558 года продолжающиеся вторжения шотландских островитян в долины Антрима потребовали от лорда-наместника решительного обращения. Сассекс отплыл из Дублина в Кэмпбелтаун-Лох на полуострове Кинтайр. Он сжег фермы и дома, в том числе Садделл, замок Джеймса Макдоннелла или Макдональда из Даннивега и Глиннеса (умер в 1565), а затем двинулся на юг, чтобы сжечь Дунаверти и Махримор. Затем он сжег фермы на островах Арран, Бьют и Камбре. Высадившись в Каррикфергусе, он обстрелял и разграбил поселения шотландцев на побережье Антрима, прежде чем вернуться в Дублин на Рождество.
В метрополии до него дошло известие о смерти королевы Марии Тюдор. Переехав в Англию, он принял участие в церемонии коронации королевы Елизаветы в январе 1559 года; а в июле следующего года он вернулся в Ирландию с новым назначением, теперь уже в качестве лорда-лейтенанта, от новой королевы, политика которой требовала от него по возможности прийти к соглашению с докучливыми лидерами О’Нилов и Макдоннеллов. Шейн О’Нил отказался встретиться с графом Сассексом без обеспечения его безопасности и, установив свою власть в Ольстере, потребовал условий мира, которые Елизавета не желала предоставлять. Сассексу не удалось подчинить Шейна ни путем открытой войны, ни с помощью уловок.
Он готовился к новой попытке, когда его сменил Джеральд Фицджеральд, 11-й граф Килдэр, которому королева Елизавета поручил начать переговоры с Шейном О’Нилом, в результате которых последний отправился в Лондон и сделал официальное подчинение короне. Поведение Шейна по возвращении в Ирландию было не менее бунтарским, чем раньше, и энергичные меры против него стали более необходимыми, чем когда-либо. Получив разрешение Елизаветы, граф Сассекс летом 1563 года провел кампанию, взяв Арму в качестве своей временной штаб-квартиры; но, за исключением некоторых нерешительных стычек и захвата большого количества скота Шейна О’Нила, операции не привели к результату и оставили О’Нила с немного уменьшенной властью. Его постоянная неспособность достичь цели, для достижения которой у него не было достаточных ресурсов, заставила Сассекс просить о его отзыве из Ирландии, и его желание было удовлетворено в мае 1564 года. Однако его управление Ирландией не было полностью бесплодным.

## Сассекс как политик
Граф Сассекс был первым представителем английской короны, который в значительной степени распространил власть за пределы черты оседлости; политика расселения английских поселенцев в Оффали и Лейксе была проведена им в 1562 году с известным успехом; и хотя ему далеко не удалось установить английское правление на большей части Ирландии, он сделал его влияние ощутимым в отдаленных частях острова, таких как Томонд и Глиннс Антрим, где независимость местных септов до сих пор не подвергалась даже номинальным помехам. Его письма из Ирландии отражают правильное представление о проблемах, с которыми он столкнулся, и о методах их решения; и его неудача была вызвана не отсутствием государственного управления или исполнительных способностей с его стороны, а недостаточностью ресурсов, предоставленных ему в распоряжение, а также недостатком проницательности и настойчивости со стороны Елизаветы и её министров. Ему также пришлось бороться с враждебностью некоторых высокопоставленных чиновников в администрации Дублина во главе с Джоном Паркером, главой свитков в Ирландии. Паркер, убежденный протестант и англичанин по происхождению, обвинил графа Сассекса в симпатиях к римско-католической церкви, обвинение, перед которым Сассекс был явно уязвим в свете его верной службы королеве Марии в её усилиях по искоренению ереси в Ирландии.

## Сассекс как придворный
По возвращении в Англию граф Сассекс, которому перед отъездом из Ирландии пришлось пережить унизительное расследование в отношении его администрации, спровоцированное его врагами и возглавляемое Джоном Паркером, перешел в оппозицию Роберту Дадли, графу Лестеру, особенно в отношении предложения брака между Лестером и королевой. Похоже, он не вызвал недовольства Елизаветы, поскольку в 1566 году и в следующем году она использовала его для переговоров о заключении супружеского союза с эрцгерцогом Карлом. Когда этот проект провалился, Сассекс вернулся из Вены в Лондон в марте 1568 года, а в июле он был назначен лордом-президентом Севера, и эта должность возложила на него ответственность за подавление восстания северных графов Нортумберленда и Уэстморленда в 1569 году. Слабость сил, находящихся в его распоряжении, с самого начала сделала необходимой осторожность, которая породила некоторые подозрения в его лояльности, и это подозрение усилилось советом умеренности, который он настойчиво призывал к королеве; но в 1570 году он опустошил границу, вторгся в Шотландию и совершил набег на страну вокруг Дамфриса, принудив лидеров повстанцев к подчинению. В июле 1572 года граф Сассекс стал лордом-камергером, и с тех пор он часто сопровождал королеву Елизавету, как во время её путешествий по стране, так и при дворе, вплоть до своей смерти.

## Семья
3-й граф Сассекс был женат дважды. Его первой женой была Элизабет Ризли (? — 1554/1555), дочь Томаса Ризли, 1-го графа Саутгемптона (1505—1550) и Джейн Чейни. Второй женой стала Фрэнсис Сидни (1531—1589), дочь сэра Уильяма Сидни из Пенсхерста (1482—1554). Его вторая жена была основательница Сидни-Сассек-колледжа в Кембридже, который она подарила по своему завещанию и чье имя увековечивает память отца и мужа графини. Граф Сассексне оставил детей, и после его смерти титулы перешли к его младшему брату Генри Рэдклиффу.